# アナトリー・ベレゾボイ

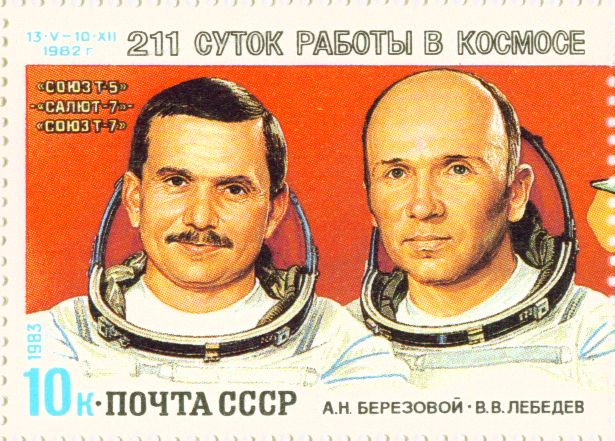
左がアナトリー・ベレゾボイ、右はワレンチン・レベデフ

アナトリー・ベレゾボイ（Anatoly Nikolayevich Berezovoy、ロシア語:Анатолий Николаевич Березовой、1942年4月11日-2014年9月20日）は、ロシア・ソビエト連邦社会主義共和国エネム出身の宇宙飛行士である。既婚で、2人の子供がいる。空軍アカデミーを卒業した。元ソ連空軍大佐。ソ連邦英雄受章者。
彼は1970年4月27日に宇宙飛行士に選ばれた。1982年にソユーズT-5の機長を務めた。1982年5月13日 ソユーズT-5で打ち上げられ、サリュート7号に滞在後、1982年12月10日、ソユーズT-7で帰還した。
武装した強盗に襲われた際に負った怪我のため、1992年10月31日に引退した。1992年から1999年まで、彼はロシア連邦宇宙局の副長官を務めた。
2014年9月20日に72歳で死去した。